# Рузвельт (город, Миннесота)
Рузвельт (англ. Roosevelt) — город  в округах Розо,Лейк-оф-Вудс, штат Миннесота, США. На площади 2,7 км² (2,7 км² — суша, водоёмов нет), согласно переписи 2002 года, проживают 166 человек. Плотность населения составляет 62,1 чел./км².
- Телефонный код города — 218.
- Почтовый индекс — 56673, 56682.
- FIPS-код города — 27-55438[1].
- GNIS-идентификатор — 0650236[2].